# Longxu
Longxu, även romaniserat Yunghü, är ett stadsdistrikt i Wuzhou i den autonoma regionen Guangxi i sydligaste Kina. Distriktet skapades 2013 ur områden från Cangwu härad.